# Küzmič
Küzmič je priimek več znanih Slovencev, ki se pojavlja predvsem v pomurski regiji.

## Znani nosilci priimka
- Brane Küzmič (*1948), avtomobilski dirkač-rally voznik, inštruktor varne vožnje
- Daniel Jožef Küzmitš monošterski prior
- Filip Küzmič, botanik, vodja knjižnice Biološkega inštituta ZRC SAZU
- Juri Küzmič (1752—1810) dekan Őrséga na Madžarskem
- Mihael Küzmič (*1942), protestantski teolog in publicist
- Mikloš Küzmič (1737—1804), nabožni pisatelj in dekan Slovenske okrogline
- Oto Küzmič (*1956), pesnik
- Štefan Küzmič (1723—1779), pastor, pisatelj, učitelj, prevajalec in dekan Šomodske in Zale